# 看你做的好事
看你做的好事是美國歌手珍納·積遜的歌曲，收錄在她於1986年發行的第三張錄音室專輯《控制》。積遜跟歌曲的製作人吉米·吉姆與特里·李維斯共同創作了歌曲。歌曲於1986年1月13日由A&M唱片作為專輯的主打單曲發行。在經歷兩張失敗的專輯跟經紀人變動後，積遜開始籌備她的新專輯。看你做的好事原先為了收錄在吉姆與李維斯的專輯裡而創作，但其後修改歌詞以表達積遜對自己早前跟詹姆斯·德巴奇結束關係的感受。歌曲圍繞著一名女性對她的伴侶感到灰心。
歌曲獲得整體正面的評價，樂評家認為歌曲抹去了積遜過去兩張專輯樹立的「天真流行形象」，並為她重新建立起「獨立女性」的形象。歌曲曾被樂評家加入世上最偉大歌曲的列表中，並於「1987年格林美獎」獲得「格林美獎最佳節奏藍調歌曲」一獎提名。歌曲發行後最高登上美國《告示牌》百強單曲榜第4位，並獲得美國唱片業協會的金唱片認證。歌曲最高登上舞曲夜店歌曲榜第2位，以及熱門藍調／嘻哈歌曲榜第1位。在美國以外，歌曲最高登上荷蘭單曲榜第1位，以及西德、瑞士、英國單曲榜前10位。
看你做的好事的音樂錄影帶由布萊恩·瓊斯跟皮爾斯·阿什沃斯執導，並由歌手寶拉·阿巴杜編舞。積遜於錄影帶中跟朋友在晚餐中傾訴自己的戀愛問題。錄影帶其後於1987年贏得「靈魂列車音樂大獎最佳節奏藍調／靈魂樂或饒舌音樂錄影帶」一獎。積遜1987年格林美獎首次公開演唱歌曲。她其後亦在從「節奏國度1990年世界巡迴演唱會」至2017年「世界之州巡迴演唱會」的所有演唱會上演唱歌曲。歌曲亦被收錄在積遜之後所有發行的精選輯中，包括1995年的《十年有成精選輯》、2009年的《珍藏》，以及2010年的《經典》。看你做的好事曾被多位歌手取樣跟翻唱，並被廣泛認為是其中一首使積遜成為知名歌手的單曲。

## 創作背景
約瑟夫·傑克森於1982年安排16歲的女兒珍納跟A&M唱片簽署唱片合約，其後監督著她的出道專輯《珍納·積遜》跟第二張專輯《夢幻街》的完整製作，當中後者由傑西·約翰遜跟珍納兄長馬龍與米高創作兼製作。積遜最初不願意展開歌唱事業，表示：「我剛完成一個自己完全討厭演出的電視劇《名揚四海》。我並不想做（第一張專輯《珍納·積遜》）。我想上大學。但我為父親去做了...」，並闡述自己與製作人之間不時產生衝突。在她的職業鬥爭中，她違背了家人的意願並在1984年跟家庭唱片集團德巴奇的詹姆斯·德巴奇結婚。積遜家族不贊成這段關係，原因是德巴奇的不成熟跟濫用藥物。積遜在1985年跟丈夫分開，而二人的婚姻關係則在翌年廢除。
積遜隨後解除她父親的經紀人職務，改為委任當時A&M唱片的A&R高級副總裁兼總經理約翰·麥克萊恩。她隨後也離開了傑克遜在加利福尼亞州恩西諾的家，並同時搬進自己的公寓。在評論這個決定時，她說：「我只是想離開家，脫離我父親的掌管，這是我其中一樣最困難而又必須做的事，就是告訴他我不想再跟他共事。」喬瑟夫·積遜為此怨恨約翰·麥克萊恩，認為他企圖從自己手中奪取女兒的事業。麥克萊恩對此表示：「我從未打算從珍納·積遜身上撈好處，也沒有想過從她父親手上搶走她。」他隨後將詞曲創作兼創作二人組吉米·吉姆與特里·李維斯介紹給積遜認識，這二人組也曾經跟王子共事，兼為樂隊The Time的前成員。

## 發展與主題
雖然喬瑟夫·積遜最初要求他女兒的新專輯在洛杉磯錄製，以便自己可以照看她，但這要求被吉姆跟李維斯拒絕了。他們要求專輯的完整製作過程需要在自己於明尼蘇達州明尼阿波利斯的錄音室進行，以「遠離荷里活的星光跟打擾，以及作為經紀人的積遜家族干涉。」《控制》於奇炫飛行錄音室錄製，此錄音室屬於由吉米·吉姆與特里·李維斯在明尼亞波里斯設立的奇炫飛行唱片。在積遜錄製整張專輯後，A&M唱片的行政主管兼經理約翰·麥克萊恩希望她為專輯再錄製多一首快板歌曲。她其後回到明尼阿波利斯錄製名為看你做的好事的歌曲，此曲原本打算為了收錄在吉姆與李維斯的專輯而創作。吉姆憶述：「她坐在外面的休息室裡說：『朋友，那真是一首時髦的歌。給誰的？』而我們說：『是給你的。』而她則說：『噢，酷。』我認為她聽到那首歌時相當滿意。」
歌曲的歌詞其後被修改，以表達積遜對自己早前跟詹姆斯·德巴奇結束關係的感受。這是最後一首為《控制》錄製的歌曲，最終被選作專輯的主打單曲，原因是吉姆與李維斯認為歌曲最能代表積遜的人生觀：「我認為它相當能代表專輯其餘歌曲的時髦跟簡樸，以及和珍納對於被控制的態度，她已經成熟到對自己想說的話有著明確的意見。」這首歌的靈感來自於她在明尼阿波利斯的一次經歷，當時她為了錄製《控制》而處於當地，於入住的酒店外遭到一群男人性騷擾。她憶述：「當一群男人開始跟蹤我時，我覺得危險向自己襲來。但是我並沒有退縮或者尋求保護，我鼓足了勇氣反抗，並讓他們退縮。這也是我後來創作下流跟看你做的好事的靈感由來，出於自我防衛的意識。」

## 詞曲
看你做的好事被形容為一首快板舞曲。歌曲由積遜跟朋友的對話開始，並由她的朋友向積遜詢問歌曲標題的問題。歌曲的歌詞主要描述演唱者疑問自己的情人為何不像以前體貼。他沒有像以前一樣對自己好，而演唱者則稱他為「失敗者」。積遜於歌曲唱出「我從不要求超過我應得的，你知道這是事實。你似乎認為自己是上帝對世上的恩賜。我告訴你這不可能。」吠陀·A·麥考伊於書籍《生命力：追求目標、激情和力量的生活的六種制勝策略》中表示歌曲提醒大家「人生不僅是你所說的。人生亦是關於你所做的。」《Vibe》雜誌指出積遜於看你做的好事中勇敢抵抗男性。《紐約》雜誌的克里斯·史密斯指歌曲的副歌「充滿好戰性」。在《告示牌》的出版物，尼爾森·喬治指出歌曲的「譏諷跟狂暴」節拍。《偏锋杂志》的艾德·岡薩雷斯以「沒甚麼比一首咯咯傻笑、發音不清的珍納·積遜歌曲更能讓我陷入顫抖、畏縮牆角的恍惚」評論歌曲。

## 專業評價
看你做的好事獲得整體正面的評價。《滾石》雜誌的羅布·霍爾伯格表示看你做的好事抹去了積遜過去兩張專輯樹立的「天真流行形象」。根據AllMusic的威廉·魯爾曼的說法，積遜在歌曲裡成為「好鬥的獨立女性」。《洛杉磯時報》的康尼·約翰遜給予歌曲正面評價，並強調積遜「勇氣可加的威信」。《偏鋒雜誌》的艾瑞克·亨德森讚賞歌曲，形容它為「女性賦權」，並指在TLC推出No Scrubs前的一個時代，便已經有著看你做的好事。
《Spin》雜誌的J·C·史蒂文森指這張專輯的力量主要來自它的舞池授權，當中包括看你做的好事這樣的歌曲。《Blues & Soul》形容它「在制成上無與倫比」。尼爾森·喬治在著作《後靈魂國度：爆炸、矛盾、勝利和悲劇的1980年代》上稱歌曲為「速食舞曲聖歌」。在「1987年格林美獎」上，歌曲獲得「格林美獎最佳節奏藍調歌曲」一獎提名，但最終落敗給安妮塔·貝克的Sweet Love。

## 商業成績
看你做的好事於1986年2月22日當週空降美國《告示牌》百強單曲榜第95位，並在1986年5月17日當週最高登上第4位。歌曲於榜單逗留了21週，並成為積遜第一首打進榜單前10位的單曲。歌曲亦分別最高登上熱門藍調／嘻哈歌曲榜第1位，以及舞曲夜店歌曲榜第2位。歌曲亦打進1986年《告示牌》百強單曲年榜第43位。在《電台與唱片》電台榜，歌曲於1986年3月21日當週空降第37位。歌曲於五週後最高登上第8位，並在該位置逗留了兩週。歌曲於榜單前10位逗留了三個星期，並在榜單總共逗留了11週。歌曲獲美國唱片業協會認證為金唱片，代表出貨量達到50萬張。在加拿大，歌曲於1986年3月29日當週空降《RPM》百強單曲榜第92位。歌曲於同年6月14日當週最高登上第6位，成為積遜在該榜的第一首打進前10位的單曲，並在榜單總共逗留了24週。歌曲亦打進1986年《RPM》單曲年榜第53位。
看你做的好事發行後空降英國單曲排行榜第67位，其後於1986年5月3日當週最高登上第3位。歌曲於榜單逗留了14週，並獲英国唱片业协会認證為銀唱片，代表出貨量達到20萬張。歌曲於紐西蘭空降並最高登上紐西蘭單曲榜第27位，其後於榜單逗留了總共九個星期。在澳洲，歌曲空降肯特音樂報告單曲榜第99位，其後最高登上榜單第6位，並在榜單前百位逗留了17週。在荷蘭，歌曲成為了積遜第一首冠軍單曲，登上荷蘭四十強單曲榜冠軍三個星期。在歐洲，歌曲打進比利時、西德、愛爾蘭，以及瑞士單曲榜前10位。

## 音樂錄影帶
看你做的好事的音樂錄影帶由布萊恩·瓊斯跟皮爾斯·阿什沃斯執導，並於1985年12月拍攝。錄影帶的編舞由寶拉·阿巴杜負責，阿巴杜亦演出作品並飾演積遜的朋友。根據1990年《Jet》雜誌的報導，阿巴杜於錄影帶中「將優雅而誘人的舞步跟性感的活力結合在一起。這種結合將珍納推向了性感巨星的行列。所有看過錄影帶的人都見證著珍納確實蛻變成完整的成熟女性。」錄影帶亦迎來蒂娜·蘭登的演出，蘭登其後亦成為積遜的編舞家。積遜於2011年的著作《珍我》上分享當年唱片公司告訴她在錄影帶裡顯得更瘦的重要性：

「我一生中都被這樣說著，但在這個關鍵時刻，隨著我的職業生涯起飛，我沒有足夠的資本去理論（...）我們（她跟寶拉·阿巴杜）合租了一間房子，並花了數個星期（在峽谷牧場）鍛鍊（...）我為了脫穎而出而比起以往更加努力（...）當結束後我感覺如此良好。我享受著關於自己「全新」身型的讚賞。我拍攝了這個錄影帶，而它確實重塑了我的形象」。

錄影帶於1986年2月17日在黑人娛樂電視台首播。在錄影帶中，積遜和她的朋友在裡餐館談論她的戀愛問題。她的男朋友（魯迪·休斯頓）跟他的朋友現身，而積蓄則決定分享她對二人關係的感受。積遜在錄影帶裡的現實是個褪色的暗淡世界。而在有如夢境的世界中，色彩充滿活力，而背景則以平面構成。錄影帶贏得1987年「靈魂列車音樂大獎最佳節奏藍調／靈魂樂或饒舌音樂錄影帶」一獎。《名利場》雜誌指1986年的積遜「仿如米高的雙性孿生兒，原因是她手臂的揮舞、她雙眼的控訴目光，還有她舞蹈的規律」。

## 現場表演

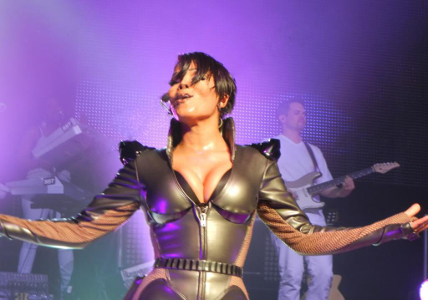
積遜於2011年「獨一無二:捨不得你演唱會」上表演

積遜在1986年3月29日在「靈魂列車」上表演看你做的好事。她亦在「1987年格美林獎」上以全黑裝束，與吉姆、李維斯跟一眾舞者共同表演歌曲。她其後亦在所有個人演唱會上表演歌曲。在1990年的「節奏國度世界巡迴演唱會」，歌曲被排在演唱歌單曲的第3首。她跟舞者蒂娜·蘭登與凱倫·歐文斯一同表演歌曲，隨後則演唱慢慢來。在1993年至1995年舉行的「珍納巡迴演唱會」，歌曲被排在歌單的第二首，並與下流共同演唱，而積遜則在表演中穿戴黃金珠寶。《纽约时报》的喬恩·帕雷萊斯讚賞積遜的聲樂技巧比起上一次演唱會進步。在看你做的好事的表演中，她有著全新的切分聲樂，跟歌曲原本的聲樂不一樣。
在1998年的「華麗冒險巡迴演唱會」上，積遜於以「狂熱的」組曲形式演唱了看你做的好事、快樂法則，以及下流。組曲在紐約市麦迪逊广场花园的1998年10月11日場次表演片段其後在HBO的特輯《華麗冒險：麥迪遜廣場花園現場表演》播出。組曲表演其後亦收錄在1999年發行的DVD《華麗冒險巡迴演唱會：現場演唱會》中。在2001年至2002年舉行的「珍愛巡迴演唱會」中，看你做的好事以重新製作的版本表演，並跟控制與下流以組曲形式演唱。根據《滾石》雜誌的丹尼斯·謝潑德的說法，這是「又一個群眾最愛的表演，也許以當晚的『激烈』部分形容最為貼切」，並補充說：「這位表演者－已經在舞台上表演了28年－清楚群眾到場的原因，並盡可能滿足他們」。演唱會於2002年2月16日在夏威夷州阿羅哈體育場的最後場次其後在HBO播放，當中包括該組曲表演。而這場表演其後並收錄在2002年發行的DVD《2002 夏威夷演唱會》。在她於2008年的「一起搖滾巡迴演唱會」中，她選擇以快樂法則、控制，以及看你做的好事的組曲作為開場表演。在播放一段過場影片後，積遜以莫霍克发型的造型在煙火跟戲劇性的煙霧中登場，並開始演唱組曲。

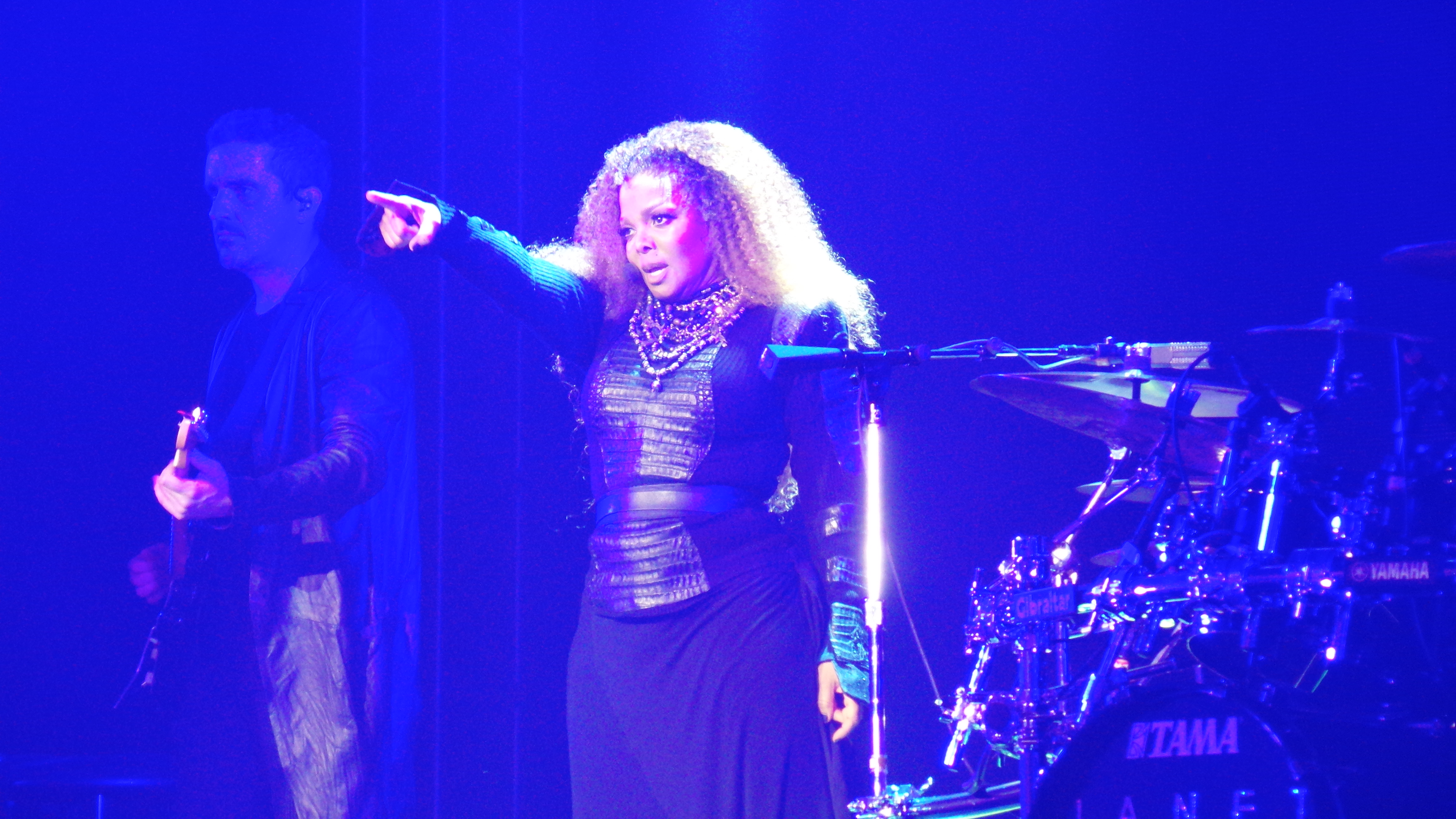
積遜在2015年至16年的「Unbreakable World Tour」上演唱歌曲

在宣傳她的第二張精選輯《珍藏》期間，她在「2009年全美音樂獎」上表演包括六首金曲的八分鐘長組曲。當中包括控制、想念你、看你做的好事、如果、讓我，並以再度重逢結束。在表演結束後，她獲得觀眾站立拍手歡呼致敬。在路易斯安那新奧爾良舉辦的2010年「本質音樂節」上，積遜在演唱曲目裡加入看你做的好事，並穿著包括緊身衣在內的連身裝表演。在2011年的「獨一無二：捨不得你演唱會」，歌曲作為演唱會的第三首演唱歌曲。她身穿金屬緊身連衣褲表演。她也決定將演唱會每場表演的其中一首歌獻給當地城市，而在同年8月30日，她則把歌曲獻給波特蘭而演唱。《哈特福德新聞報》的托馬斯·金特納指出「在強力的看你做的好事中，六位舞者加入了（積遜）一起搖擺和旋轉」。歌曲其後亦獲加入2015年至16年舉行的「堅固柔情世界巡迴演唱會」表演。在2017年至19年舉行的「世界之州巡迴演唱會」中，積遜在表演歌曲期間插入了卡迪·B的混血嗆妞一同演唱。積遜其後亦在2019年的拉斯維加斯舉行駐唱表演「珍納·積遜：蛻變」，以及同年舉行的特備演唱會「珍納·積遜：節奏國度30週年慶祝紀念演唱會」上演唱歌曲。

## 媒體使用與地位
看你做的好事被廣泛認為是其中一首使積遜成為知名歌手的單曲。當歌曲推出的時候，它便被拿來與佩蒂·拉貝爾的New Attitude、蒂娜·特纳的Better Be Good to Me、艾瑞莎·弗蘭克林的Sisters Are Doin' It for Themselves等黑人女性的賦權歌曲作正面比較。奧花·雲費指：「你現在在所有藝術跟娛樂領域看見的是黑人女性將黑人力量跟自豪的意念內化（...）黑人女性開始聆聽內心的暗示，而不是跟從著社會甚至是黑人群體告訴她們可以或是應該所做的。」歌曲獲入選《Blender》雜誌排行的「500首從你出生後最偉大的歌曲」列表中的341位。2012年，邁克·斯塔弗在《膽小鬼不適合領導：如何通過挑戰人來提高績效》裡指「看你做的好事不是珍納·積遜隨便一首老歌，而是領導者每天都在唱的恆常歌曲」。

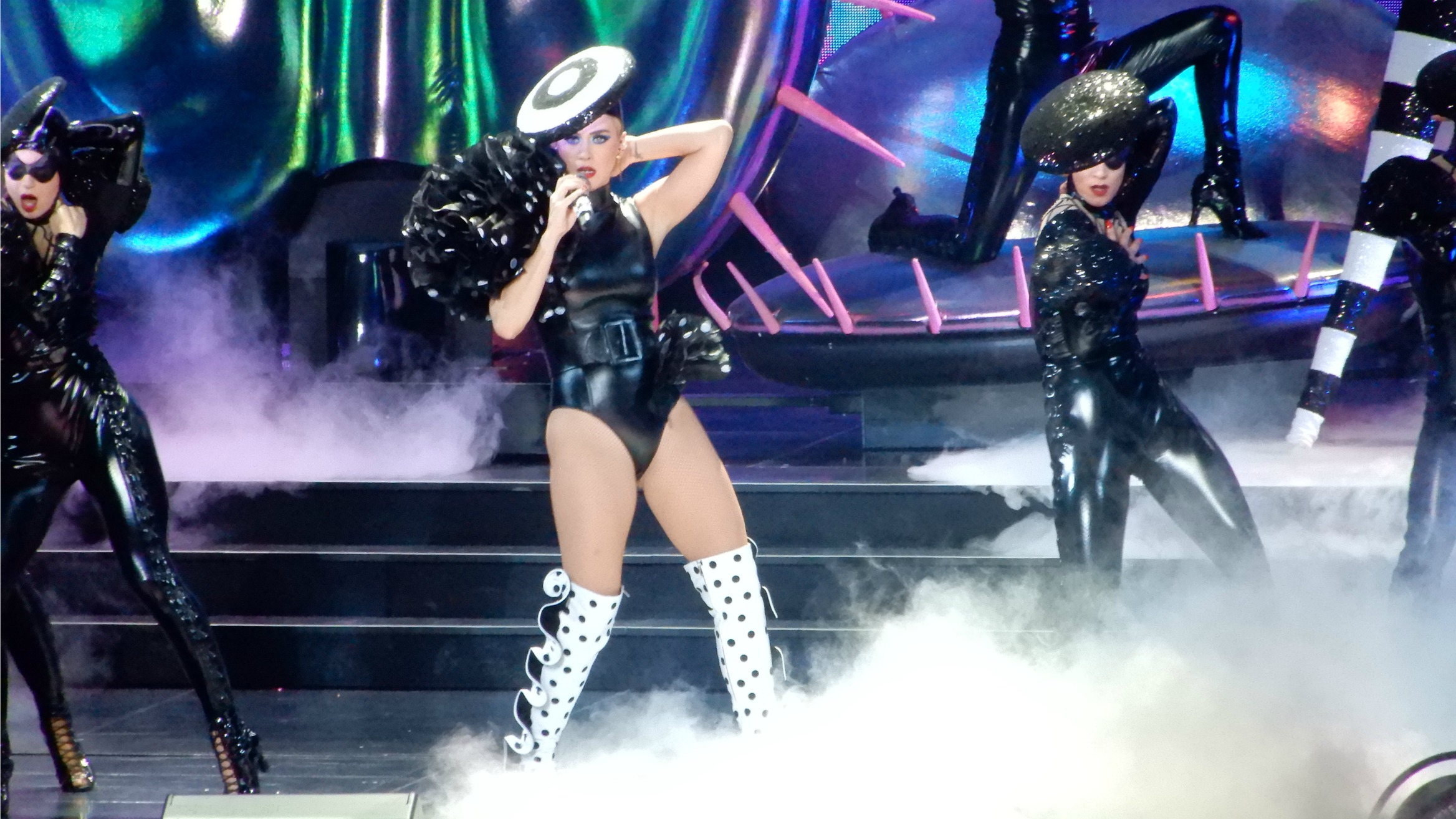
凱蒂·佩芮在2017年麦迪逊广场花园的「見證巡迴演唱會」上演唱

1987年的電影《野馬秀》引用了看你做的好事的歌名，作為女生與伴侶分手前詢問的問題。歌曲亦在1989年的迪士尼電視電影《小紅娘巧牽姻緣線》止使用，當時傑西（莫妮卡·萊西飾演）在卡啦OK舞蹈短劇惡搞積遜五人組，以「積遜三人組」的名義演唱了歌曲並令場面尷尬。美國歌手王子在1986年的巡遊演唱會上演唱歌曲，並在演出期間停下來詢問觀眾「誰寫的？」，並接著自己的歌曲Controversy以暗示創作人是自己。他其後在1990年的裸體演唱會跟2015年的演出上繼續演唱同曲，並繼續中途停下詢問觀眾同樣的問題。歌曲的來源存在爭議，王子認為吉米·吉姆與特里·李維斯使用了當他們早期共事時創作的樣本。他亦在2013年底的康涅狄格安卡斯維爾演出上演唱了看你做的好事。
積遜的姐姐拉托雅·積遜在1991年專輯《No Relations》收錄的Wild Side中取樣了歌曲。歌曲亦獲插入1993年喜劇電影《修女也疯狂》裡的演唱組曲裡，其後亦獲美國靈魂樂與放克樂隊莎朗瓊絲與跳躍之王在2002年的出道專輯《Dap Dippin' with Sharon Jones and the Dap-Kings》裡翻唱。2017年，創作歌手凱蒂·佩芮在她的「見證巡迴演唱會」上，將歌曲與她的歌曲秀色可餐以組曲形式獻唱。同年，世界摔角娛樂的賽事評論員蔻利·格瑞福斯在「冠軍衝擊」在魔力羅力與塞克·萊德的正式賽前比賽引用了歌曲。

## 歌曲列表
| - 澳洲／美國與加拿大7吋單曲 A. "What Have You Done for Me Lately" – 4:59 B. "He Doesn't Know I'm Alive" – 3:30 - 澳洲／加拿大／美國與歐洲12吋單曲 A1. "What Have You Done for Me Lately" (Extended Mix) – 7:00 B1. "What Have You Done for Me Lately" (Dub Version) – 6:35 B2. "What Have You Done for Me Lately" (A Cappella Version) – 2:19 - 加拿大12吋單曲 A1. "What Have You Done for Me Lately" (Extended Mix) – 7:00 A2. "Nasty" (Extended) – 6:00 B1. "Nasty" (Instrumental) – 4:00 B2. "Nasty" (A Cappella) – 2:55 | - 英國7吋單曲 A. "What Have You Done for Me Lately" (Single Version) – 3:28 B. "Young Love" – 4:56 - 英國12吋單曲 A1. "What Have You Done for Me Lately" (Extended Mix) – 7:00 B1 "What Have You Done for Me Lately" (Dub Version) – 6:35 B2. "Young Love" – 4:56 - 歐洲7吋單曲 A. "What Have You Done for Me Lately" (Single Version) – 3:28 B. "He Doesn't Know I'm Alive" – 3:30 |

## 製作名單
資料來自《控制》專輯內頁。
- 珍納·積遜 – 主聲樂、和聲、詞曲創作、合成器、聯合製作、節奏與聲樂編排
- 吉米·吉姆（英语：Jimmy Jam and Terry Lewis） – 製作、詞曲創作、合成器、合成器編程、數位取樣、打擊樂器、原音鋼琴、和聲、節奏與聲樂編排、工程協助
- 特里·李維斯（英语：Jimmy Jam and Terry Lewis） – 製作、詞曲創作、鼓點編程、打擊樂器、和聲、節奏與聲樂編排、錄製工程
- 梅蘭妮·安德魯斯 – 和聲
- 史蒂夫·霍奇 – 錄製工程、混音

## 銷售榜單
| 榜單（1986年）                             | 最高 位置 |
| ------------------------------------------ | --------- |
| 澳洲（肯特音樂報告）                       | 6         |
| 比利时佛兰德（Ultratop五十强单曲榜）       | 7         |
| 加拿大（《RPM》热门单曲榜）                | 6         |
| 歐洲（欧洲百强单曲榜）                     | 9         |
| 愛爾蘭（愛爾蘭唱片音樂協會单曲榜）         | 10        |
| 荷兰（荷蘭四十強單曲榜）                   | 1         |
| 荷兰（百强单曲榜）                         | 3         |
| 新西兰（新西兰唱片音乐协会单曲榜）         | 27        |
| 南非（跳羚電台）                           | 19        |
| 瑞士（瑞士热门音乐榜）                     | 9         |
| 英國（官方榜单公司單曲榜）                 | 3         |
| 美國（《告示牌》百強單曲榜）               | 4         |
| 美國（《告示牌》當代成人單曲榜）           | 38        |
| 美國（《告示牌》舞曲夜店歌曲榜）           | 2         |
| 美國（《告示牌》舞曲單曲銷售榜）           | 1         |
| 美國（《告示牌》熱門節奏藍調／嘻哈歌曲榜） | 1         |
| 美國（《Cash Box》百強單曲榜）             | 5         |
| 西德（德國官方榜）                         | 8         |
| 辛巴威（ZIMA）                             | 1         |

| 榜單（1986年）                        | 位置 |
| ------------------------------------- | ---- |
| 澳洲（肯特音樂報告）                  | 61   |
| 比利時佛蘭德（Ultratop五十強單曲榜）  | 18   |
| 加拿大（《RPM》熱門單曲榜）           | 53   |
| 歐洲（歐洲百強單曲榜）                | 81   |
| 荷蘭（荷蘭四十強單曲榜）              | 22   |
| 荷蘭（百強單曲榜）                    | 39   |
| 英國（官方榜單公司單曲榜）            | 60   |
| 美國（《告示牌》百強單曲榜）          | 43   |
| 美國（《告示牌》舞曲夜店歌曲榜）      | 28   |
| 美國（《告示牌》舞曲單曲銷售榜）      | 21   |
| 美國（《告示牌》熱門藍調/嘻哈歌曲榜） | 13   |
| 美國（《Cash Box》百強單曲榜）        | 59   |

## 認證
| 地區                     | 认证 | 认证单位/销量 |
| ------------------------ | ---- | ------------- |
| 加拿大（加拿大音乐协会） | 金   | 50,000^       |
| 英国（英国唱片业协会）   | 银   | 252,000       |
| 美国（美國唱片業協會）   | 金   | 645,560       |
| ^僅含認證的出貨量        |      |               |

## 資料來源
1. ↑  Bream, Jon. . Star Tribune. 1986-02-07: 03.C. ISSN 0744-5458.
2. 1 2  Saunders, Michael. . The Boston Globe. 1996-10-03: D13.
3. ↑  Smith, Jessie Carney. . Gale. 1996: 324. ISBN 978-0-8103-9177-2.
4. ↑  Edmond Jr., A. . Black Enterprise. Vol. 18. 1987: 54. ISSN 0006-4165.
5. 1 2  Taraborrelli, Randy. . Sun Sentinel. 1987-05-27: 1.E. ISSN 0744-5458.
6. ↑  Gaar, Gillian G. . Seal Press. 2002: 323–324. ISBN 1-58005-078-6.
7. 1 2  Hunt, Dennis. . Los Angeles Times. 1987-01-25: 81. ISSN 0458-3035.
8. 1 2  Halstead, Craig; Craig Halstead; Chris Cadman. . Authors On Line. 2003: 126. ISBN 0-7552-0098-5.
9. ↑  White, Adam; Fred Bronson. . New York: Billboard Books. 1993: 360. ISBN 0-8230-8285-7.
10. ↑  Ritz, David. . Rolling Stone. No. 665. 1993-09-16: 38. ISSN 0035-791X.
11. 1 2  Pareles, Jon. . The New York Times. 1993-12-20  [2014-07-05]. （原始内容存档于2023-09-04）.
12. 1 2  George, Nelson. . Penguin. 2005: 102. ISBN 9781440649189.
13. ↑  Monnie. . Scene 360°. 2008-03-25  [2014-07-06]. （原始内容存档于2014-07-01）.
14. ↑  Salmon, John. . WestBow Press. 2011: 51. ISBN 978-1449719814.
15. ↑  McCoy, Veda A. . iUniverse. 2010: 38. ISBN 9781450225717.
16. ↑  Smith, Danyel. . Vibe. Vol. 3 no. 9 (New York). November 1995: 105  [2014-07-05]. ISSN 1070-4701. （原始内容存档于2014-07-05）.
17. ↑  Smith, Chris. . New York. Vol. 23 no. 17 (New York). 1990-04-30: 56  [2014-07-05]. ISSN 0028-7369. （原始内容存档于2014-07-26）.
18. ↑  George, Nelson. . Billboard. Vol. 98 no. 5 (New York). 1986-02-01: 56  [2014-07-05]. ISSN 0006-2510.
19. ↑  . Slant Magazine. 2012-08-20  [2014-07-05]. （原始内容存档于2014-09-24）.
20. ↑  Hoerburger, Rob. . Rolling Stone. 1986-04-24  [2021-11-28]. （原始内容存档于2007-11-17）.
21. ↑  Ruhlmann, William. . AllMusic.   [2008-06-30].
22. ↑  Johnson, Connie. . Los Angeles Times. 1986-02-23: 78. ISSN 0458-3035.
23. ↑  Henderson, Eric. . Slant Magazine. 2003-10-30  [2008-06-30]. （原始内容存档于2021-12-16）.
24. ↑  Stevenson, J.C. . Spin. Vol. 2 no. 10. January 1987: 50  [2014-07-06]. ISSN 0886-3032. （原始内容存档于2014-07-16）.
25. ↑  . Blues & Soul. No. 448–460. 1986: 27. ISSN 0959-6550.
26. ↑  Harrington, Richard. . The Washington Post. 1986-02-24: C.01. ISSN 0190-8286.
27. ↑  . Billboard.   [2020-02-16]. （原始内容存档于2020-02-16）.
28. 1 2 3  . Billboard.   [2020-02-16]. （原始内容存档于2022-02-05）.
29. 1 2  . Billboard.   [2020-02-16]. （原始内容存档于2022-01-11）.
30. 1 2  . Billboard.   [2020-02-16]. （原始内容存档于2022-02-05）.
31. 1 2  . Billboard.   [2020-02-16]. （原始内容存档于2021-01-23）.
32. ↑  .   [2017-01-29]. （原始内容存档于2018-01-07）.
33. 1 2  . Recording Industry Association of America （英语）.
34. ↑  . RPM. Vol. 44 no. 1. 1986-03-29: 6  [2020-02-16]. ISSN 0315-5994. （原始内容存档于2020-07-19） –Library and Archives Canada.
35. 1 2  "Top RPM Singles: Issue 0685." RPM. Library and Archives Canada.  （英語）.
36. 1 2  . RPM. Vol. 45 no. 14. 1986-12-27: 5  [2020-12-19]. ISSN 0315-5994. （原始内容存档于2020-10-13） –Library and Archives Canada.
37. 1 2 3  "Janet Jackson: Artist Chart History" Official Charts Company.   （英語）.
38. 1 2  . British Phonographic Industry （英语）.
39. 1 2  "Charts.nz – Janet Jackson – What Have You Done for Me Lately". Top 40 Singles.  （英語）.
40. 1 2  Kent, David.  illustrated. St Ives, N.S.W.: Australian Chart Book. 1993: 150–151. ISBN 0-646-11917-6.
41. 1 2   "Nederlandse Top 40 – week 25, 1986". Dutch Top 40  .
42. 1 2  "Ultratop.be – Janet Jackson – What Have You Done for Me Lately". Ultratop 50.    （荷蘭語）.
43. 1 2  "The Irish Charts – Search Results – What Have You Done for Me Lately". Irish Singles Chart.  （英語）.
44. ↑  . Jet. Vol. 4 no. 78 (Johnson Publishing Company). 1990-05-07: 68  [2014-07-05]. ISSN 0021-5996. （原始内容存档于2014-07-28）.
45. ↑  Cutcher, Jenai. . Rosen Pub Group. 2003: 16. ISBN 0-8239-4558-8.
46. ↑  Jackson, Janet. . Simon & Schuster. 2011: 108. ISBN 978-1-4165-8724-8.
47. ↑  . Billboard. Vol. 94 no. 34 (New York). 1986-08-29: 92  [2014-07-05]. ISSN 0006-2510. （原始内容存档于2014-07-16）.
48. ↑  Harrington, Richard. . The Washington Post. 1987-03-24. ISSN 0190-8286.
49. ↑  . Vanity Fair. Vol. 49. 1986: 31. ISSN 0733-8899.
50. ↑  . . 第15季. 第16集. March 29, 1986. Syndication （英语）.
51. ↑  Whaley, Natelege. . The Boombox.   [2014-06-29]. （原始内容存档于2014-07-13）.
52. ↑  Kot, Greg. . Chicago Tribune. 1990-04-09  [2014-07-05]. （原始内容存档于2014-07-14）.
53. ↑  Arnold, Chuck. . Philly.com. 1994-02-01  [2014-07-05]. （原始内容存档于2016-03-03）.
54. ↑  Daly, Sean. . Rolling Stone. 1998-07-10  [2014-06-05]. （原始内容存档于2014-07-14）.
55. ↑   (Laserdisc, VHS, DVD). Janet Jackson. Eagle Rock Entertainment. 1999.
56. ↑  Shppard, Denise. . Rolling Stone. 2001-07-10  [2014-06-05]. （原始内容存档于2014-07-14）.
57. ↑   (VHS, DVD). Janet Jackson. Eagle Rock Entertainment. 2002.
58. ↑  Henley, Tim. . The Oklahoman. 2008-10-29  [2014-07-05]. （原始内容存档于2014-03-01）.
59. ↑  Finn, Natalie. . E! News. 2008-10-15  [2014-07-05]. （原始内容存档于2014-07-14）.
60. ↑  . JanetJackson.com. 2009-11-27  [2014-06-16]. （原始内容存档于2014-07-14）.
61. ↑  Kaufman, Gil. . MTV News. 2009-11-22  [2014-06-15]. （原始内容存档于2014-07-15）.
62. ↑  Reid, Shaheem. . MTV News. 2010-07-03  [2014-07-05]. （原始内容存档于2014-07-14）.
63. ↑  Ratliff, Ben. . The New York Times. 2011-03-20  [2014-07-15]. （原始内容存档于2021-11-10）.
64. ↑  . JanetJackson.com.   [2014-07-05]. （原始内容存档于2014-07-14）.
65. ↑  . Hartford Courant. 2011-03-17  [2021-11-28]. （原始内容存档于2014-01-09）.
66. ↑  . Rap-Up. 2017-09-08  [2017-09-10]. （原始内容存档于2017-09-10）.
67. ↑  Mitchell, Gail. . Billboard. United States: Eldridge Industries. 2019-05-18  [2019-05-20]. （原始内容存档于2019-06-22）.
68. ↑  Harris, Keith. . City Pages. 2019-09-16  [2020-02-12]. （原始内容存档于2020-02-12）.
69. ↑  Bracelin, Jason. . Las Vegas Review-Journal. 2008-09-21  [2014-07-06]. （原始内容存档于2014-11-01）.
70. ↑  Infusino, Divina. . U-T San Diego. 1986-08-10: E.1.
71. ↑  Staff, Blender. . Blender. ISSN 1534-0554.
72. ↑  Staver, Mike. . John Wiley & Sons. 2012: 121. ISBN 978-1118176832.
73. ↑   (VHS). Robert Townsend. Paramount Pictures. 1987.
74. ↑   (VHS). Mollie Miller. Disney-ABC Domestic Television. 1989.
75. ↑  Nilsen, Per. . Uptown. October 1991  [2014-07-06]. （原始内容存档于2014-07-14）.
76. ↑  Voket, John. . SoundSpike. 2013-12-31  [2014-07-06]. （原始内容存档于2014-09-16）.
77. ↑   (CD). La Toya Jackson. Warner Music Group. 1991.
78. ↑   (VHS). Bill Duke. Buena Vista Pictures. 1993.
79. ↑   (CD). Sharon Jones & The Dap-Kings. Daptone Records. 2002.
80. ↑  Ed Masley. . AZ Central. 2018-01-20  [2018-01-22].
81. ↑  . IMDb.   [2022-02-03]. （原始内容存档于2022-02-03）.
82. ↑   (US and Canadian 7-inch Single liner notes). Janet Jackson. A&M Records. 1986. AM-2812.
83. ↑   (Australian 7-inch Single liner notes). Janet Jackson. A&M Records. 1986. K 9954.
84. ↑   (US 12-inch Single liner notes). Janet Jackson. A&M Records. 1986. SP-12167.
85. ↑   (European 12-inch Single liner notes). Janet Jackson. A&M Records. 1986. 392 079-1.
86. ↑   (Canadian 12-inch Promo Single liner notes). Janet Jackson. A&M Records. 1986. SP-12167.
87. ↑   (Australian 12-inch Single liner notes). Janet Jackson. A&M Records. 1986. X 13245.
88. ↑   (Canadian 12-inch Single liner notes). Janet Jackson. A&M Records. 1986. SP-12167.
89. ↑   (UK 7-inch Single liner notes). Janet Jackson. A&M Records. 1986. AM 308.
90. ↑   (UK 12-inch Single liner notes). Janet Jackson. A&M Records. 1986. AMY 308.
91. ↑   (European 7-inch Single liner notes). Janet Jackson. A&M Records. 1986. 390 079-7.
92. ↑   (CD liner notes). Janet Jackson. A&M Records. CD 3905/DX 589.
93. ↑   (PDF). Music & Media. Vol. 3 no. 23. 1986-06-14: 12  [2021-11-10]. OCLC 29800226. （原始内容存档 (PDF)于2021-10-22） –World Radio History.
94. ↑  "Dutchcharts.nl – Janet Jackson – What Have You Done for Me Lately". Single Top 100.  （荷蘭語）.
95. ↑  . The South African Rock Encyclopedia.   [2020-02-24]. （原始内容存档于2018-05-22）.
96. ↑  "Swisscharts.com – Janet Jackson – What Have You Done for Me Lately". Swiss Singles Chart.  （英語）.
97. ↑  . Billboard.   [2020-02-16].
98. ↑  . Billboard.   [2020-02-16]. （原始内容存档于2021-11-17）.
99. ↑  . Cash Box（英语：Cashbox (magazine)）.   [2020-02-16]. （原始内容存档于2019-12-29）.
100. ↑  . GfK Entertainment charts.   [2020-02-16]. （原始内容存档于2019-08-01）.
101. ↑  Kimberley, Christopher. .
102. ↑  . Kent Music Report. 1986-12-29, (650)  [2019-12-10]. （原始内容存档于2021-03-18） –Imgur.
103. ↑  . Ultratop.   [2020-02-16]. （原始内容存档于2020-08-04） （荷兰语）.
104. ↑   (PDF). Music & Media. Vol. 3 no. 51/52. 1986-12-27: 28  [2021-11-10]. OCLC 29800226. （原始内容存档 (PDF)于2020-08-21） –World Radio History.
105. ↑  . Dutch Top 40.   [2020-02-16]. （原始内容存档于2020-10-01） （荷兰语）.
106. ↑  . Dutch Charts.   [2011-06-14]. （原始内容存档于2011-09-19） （荷兰语）.
107. ↑  . Official Charts Company.   [2021-04-19]. （原始内容存档于2021-11-10）.
108. ↑  . Billboard.   [2020-02-16]. （原始内容存档于2020-02-16）.
109. ↑  . Billboard. Vol. 98 no. 52. 1986-12-27: Y-26  [2020-12-27]. ISSN 0006-2510. （原始内容存档于2017-04-14） –Google Books.
110. ↑  . Billboard.   [2020-02-16]. （原始内容存档于2019-10-07）.
111. ↑  . Cash Box. 1986-12-27  [2020-02-16]. （原始内容存档于2020-01-30）.
112. ↑  . Music Canada.   [2015-01-10] （英语）.
113. ↑  . Official Charts Company. 2016-05-16  [2016-05-31]. （原始内容存档于2016-05-25）.
114. ↑  . JNTSRB.   [2019-04-12]. （原始内容存档于2019-04-12）.